# Grand Prix Pino Cerami 2015
De 49e editie van de wielerwedstrijd GP Cerami werd gehouden op 22 juli 2015. De start was in Saint-Ghislain, de finish in Frameries. De wedstrijd maakte deel uit van de UCI Europe Tour 2015, in de categorie 1.1. De winnaar van 2014 was de Italiaan Alessandro Petacchi. Deze editie werd gewonnen door de Belg Philippe Gilbert.

## Deelnemende ploegen
| WorldTour           | ProContinentaal              | Continentaal                   |
| ------------------- | ---------------------------- | ------------------------------ |
| AG2R La Mondiale    | Bretagne-Séché Environnement | BKCP-Powerplus                 |
| BMC Racing Team     | Roompot Oranje Peloton       | Color Code-Aquality Protect    |
| Etixx-Quick Step    | Topsport Vlaanderen-Baloise  | Rabobank Development Team      |
| FDJ                 | Wanty-Groupe Gobert          | Roubaix Lille Métropole        |
| Lotto Soudal        |                              | T.Palm-Pôle Continental Wallon |
| Team LottoNL-Jumbo  |                              | Team Wiggins                   |
| Trek Factory Racing |                              | Vastgoedservice-Golden Palace  |
|                     |                              | Veranclassic-Ekoi              |
|                     |                              | Vérandas Willems Cycling Team  |
|                     |                              | Wallonie-Bruxelles             |

## Verloop
Al vrij vroeg in de wedstrijd ontstond er een omvangrijke kopgroep van eenenveertig renners. Onder meer Tom Boonen, Kris Boeckmans, Philippe Gilbert, Jelle Wallays en Mathieu van der Poel waren mee. Enkele renners, waaronder Niki Terpstra, probeerden nog vanuit het peloton de sprong naar voren te maken, maar zonder succes. De winnaar zat vooraan.
In de finale ontsnapten vijf renners: Mathieu van der Poel, Pieter Serry, Jelle Wallays, Yannick Eijssen en Huub Duyn. De koplopers werden echter op minder dan een kilometer van de finish weer ingelopen. In een groepssprint toonde Philippe Gilbert zich de snelste op de licht hellende aankomststrook.

## Uitslag
| Grand Prix Pino Cerami 2015 |                     |                               |          |
| Plaats                      | Naam                | Ploeg                         | Tijd     |
| Winnaar                     | Philippe Gilbert    | BMC Racing Team               | 4u44'03" |
| 2                           | Danny van Poppel    | Trek Factory Racing           | z.t.     |
| 3                           | Tom Devriendt       | Wanty-Groupe Gobert           | z.t.     |
| 4                           | Tom Boonen          | Etixx-Quick Step              | z.t.     |
| 5                           | Sébastien Turgot    | AG2R La Mondiale              | z.t.     |
| 6                           | Christopher Lawless | Team Wiggins                  | z.t.     |
| 7                           | Antoine Demoitié    | Wallonie-Bruxelles            | z.t.     |
| 8                           | Philipp Walsleben   | BKCP-Powerplus                | z.t.     |
| 9                           | Laurent Pichon      | FDJ                           | z.t.     |
| 10                          | Jeroen Meijers      | Rabobank Development Team     | z.t.     |
| 11                          | Victor Campenaerts  | Topsport Vlaanderen-Baloise   | z.t.     |
| 12                          | Jeremy Leveau       | Roubaix Lille Métropole       | z.t.     |
| 13                          | Nikolas Maes        | Etixx-Quick Step              | + 6"     |
| 14                          | Edwig Cammaerts     | Veranclassic-Ekoi             | z.t.     |
| 15                          | Hartthijs de Vries  | Rabobank Development Team     | z.t.     |
| 16                          | Tom Van Asbroeck    | Team LottoNL-Jumbo            | z.t.     |
| 17                          | Cees Bol            | Rabobank Development Team     | z.t.     |
| 18                          | Rob Ruijgh          | Vastgoedservice-Golden Palace | + 9"     |
| 19                          | Maxime Daniel       | AG2R La Mondiale              | z.t.     |
| 20                          | Julien Bérard       | AG2R La Mondiale              | z.t.     |

Etappewedstrijden

 Ster van Bessèges · 
 Ronde van de Algarve · 
 Ruta del Sol · 
 Ronde van de Haut-Var · 
 Driedaagse van West-Vlaanderen · 
 Internationale Wielerweek · 
 Internationaal Wegcriterium · 
 Driedaagse van De Panne-Koksijde · 
 Ronde van de Sarthe · 
 Ronde van Castilië en León · 
 Ronde van Trentino · 
 Ronde van Kroatië · 
 Ronde van Turkije · 
 Ronde van Yorkshire · 
 Ronde van Asturië · 
 Vierdaagse van Duinkerke · 
 Ronde van Azerbeidzjan · 
 Ronde van Madrid · 
 Ronde van Beieren · 
 Ronde van Picardië · 
 Ronde van Noorwegen · 
 World Ports Classic · 
 Tour des Fjords · 
 Ronde van Estland · 
 Ronde van België · 
 Ronde van Luxemburg · 
 Boucles de la Mayenne · 
 Ster ZLM Toer · 
 Ronde van Slovenië · 
 Route du Sud · 
 Sibiu Cycling Tour · 
 Ronde van Oostenrijk · 
 Ronde van Wallonië · 
 Ronde van Portugal · 
 Ronde van Burgos · 
 Ronde van Denemarken · 
 Ronde van de Ain · 
 Ronde van Tsjechië · 
 Arctic Race of Norway · 
 Ronde van de Limousin · 
 Ronde van Poitou-Charentes · 
 Ronde van Groot-Brittannië · 
 Ronde van Gévaudan Languedoc-Roussillon · 
 Eurométropole Tour
Eendaagse wedstrijden

 Trofeo Santanyí-Ses Salines-Campos · 
 Trofeo Andratx-Mirador d'Es Colomer · 
 Trofeo Serra de Tramuntana · 
 Trofeo Playa de Palma-Palma · 
 GP La Marseillaise · 
 Grote Prijs van de Etruskische Kust · 
 Ronde van Murcia · 
 Clásica de Almería · 
 Trofeo Laigueglia · 
 Omloop Het Nieuwsblad · 
 Classic Sud Ardèche · 
 GP Lugano · 
 La Drôme Classic · 
 Kuurne-Brussel-Kuurne · 
 Le Samyn · 
 Strade Bianche · 
 Ronde van Drenthe · 
 Dwars door Drenthe · 
 Nokere Koerse · 
 GP Nobili Rubinetterie · 
 Handzame Classic · 
 Ronde van Zeeland Seaports · 
 Classic Loire-Atlantique · 
 Grote Prijs van Cholet-Pays de Loire · 
 Dwars door Vlaanderen · 
 Classica Corsica · 
 Route Adélie de Vitré · 
 Grote Prijs Miguel Indurain · 
 Volta Limburg Classic · 
 Ronde van La Rioja · 
 Parijs-Camembert · 
 Scheldeprijs · 
 Klasika Primavera · 
 Brabantse Pijl · 
 GP Denain · 
 Ronde van de Finistère · 
 Tro Bro Léon · 
 La Roue Tourangelle · 
 Ronde van de Apennijnen · 
 Grote Prijs van de Somme · 
 Grote Prijs van Plumelec · 
 ProRace Berlin · 
 Boucles de l'Aulne · 
 GP Kanton Aargau · 
 Ronde van Keulen · 
 Ronde van Limburg · 
 Velothon Wales · 
 Halle-Ingooigem · 
 Trofeo Matteotti · 
 GP Cerami · 
 GP Industria & Artigianato-Larciano · 
 Prueba Villafranca de Ordizia · 
 Ronde van Toscane · 
 Circuito de Getxo · 
 Polynormande · 
 RideLondon Classic · 
 GP Stad Zottegem · 
 Arnhem-Veenendaal Classic · 
 GP Jef Scherens · 
 Druivenkoers Overijse · 
 Schaal Sels · 
 Brussels Cycling Classic · 
 GP Fourmies · 
 Velothon Stockholm · 
 Ronde van de Doubs · 
 Coppa Bernocchi · 
 Coppa Agostoni · 
 GP van Wallonië · 
 Kampioenschap van Vlaanderen · 
 Memorial Marco Pantani · 
 Grote Prijs Impanis-Van Petegem · 
 GP van Isbergues · 
 GP Industria & Commercio di Prato · 
 Omloop van het Houtland · 
 Duo Normand · 
 Ronde van de Drie Valleien · 
 Milaan-Turijn · 
 Ronde van Piemonte · 
 Ronde van het Münsterland · 
 Ronde van de Vendée · 
 Memorial Frank Vandenbroucke · 
 Coppa Sabatini · 
 Parijs-Bourges · 
 Ronde van Emilia · 
 GP Beghelli · 
 Parijs-Tours · 
 Nationale Sluitingsprijs · 
 Chrono des Nations